# Владимир Петљаков
Владимир Петљаков (рус. Влади́мир Миха́йлович Петляко́в) ( 15. (27.) јун 1891, село Самбек, Дон Козачка област, Руско царство - 12. јануар 1942, село Мамешево, Сергачки округ, област Горки, РСФСР, СССР ) је био совјетски конструктор авиона уочи и за време Другог светског рата. Иронијом судбине погинуо је у авионској несрећи и то у авиону Пе-2 кога је он пројектовао.

## Биографија
Владимир Михајлович Петљаков је рођен у селу Самбек, недлеко од Таганрога, где су му родитељи били на одмору. Породица му је живела у Москви где је отац службовао. Нажалост отац је умро кад је Владимир имао 5 година тако да се мајка бринула о петоро деце. Напустила је Москву и вратила се у Таганрог код својих родитеља.
Без обзира на лошу финансијску ситуацију мајка се потрудила да деца добију солидно образовање тако је Бладимир 1899. године ступио је у Другу парохијску школу. Гогоља, а 1902. постао је ученик Таганрогске средње техничке школе.
Након што је 1910. завршио техничку школу, покушао је да упише Царску московску техничку школу (ИМТУ) што му је из другог пута пошло за руком 1911. године. Поред редовног програма студија, похађа предавања Н. Е. Жуковског о аеродинамици. Међутим, у другој години због економских разлога мора да се врати кући да помогне породици. Радио је веома различите послове у рудничкој спасилачкој станици, у атељеу архитекте Беликовског у Москви, у фабрици муниције, фабрици порцелана, у аеродинамичкој лабораторији МВТУ и на крају, у железничком депоу Таганрог.
У јуну 1921. године издат је декрет Савета народних комесара о враћању студената на школовање у високошколске установе, па је Петљаков наставио студије у Московској вишој техничкој школи, истовремено је радио као лабораторијски асистент у Централном аерохидродинамичком институту (ЦАГИ). Петљаков је 1922. одбранио свој дипломски пројекат „Лаки једноседи спортски авион“ са „одличним“ оценама и добио диплому машинског инжењера.

## Радна биографија
Након дипломирања Петљаков је постављен у ЦАГИ на место инжењера конструктора. Захваљујући својим способностима веома брзо је постао један од најзначајнијих сарадника А. Тупољева оснивача ЦАГИ-ја. Са својим помоћником В. Н. Бељајевим, Петљаков је створио метод за прорачун потпуно металног конзолног крила са валовитом лименом облогом, назван „метода Петљакова“ и фактички постао пројектант крила свих Тупољеових авиона.
За изузетне успехе у пројектовању тешких авиона, њихово увођење у масовну производњу и рад у ваздухопловству, В.М. Петљаков је 1933. године одликован Орденом Црвене звезде и Орденом Лењина (други орден је био за 15. годишњицу ЦАГИ-ја ).
Године 1934. пројектантски тим В.М. Петљакова добио је задатак да развије четворомоторни бомбардер дугог долета класе „летећа тврђава“ (АНТ-42, ТБ-7). Због недостатка потребних мотора и других проблема, развој авиона је трајао прилично дуго: први лет је обављен тек 22. децембра 1936. године. Тако дуг развој догађаја био је разлог за оптужбе Тупољева и Петљакова за саботажу и њихово хапшење у новембру 1937. године. После шест месеци проведених у затвору Бутирка чекајући пресуду, заједно са другим затвореним инжењерима, Петљаков је пребачен у Конструкторски биро НКВД-а, где је добио задатак да развије висинског ловца далеког долета за пратњу тешких бомбардера. Након успешног тестирања прототипа овог ловца уследио је налог да се од њега направи обрушавајући бомбардер.
Радови на реконструкцији постојећег авиона су се одвијали филмском брзином, тако да је серијска производња касније чувеног авиона Пе-2 отпочела 23. јула 1940. у фабрикама бр. 22 и 39 у Москви. Као награду за обављени посао, Петљаков и његови запослени у пројектном бироу су пуштени. Петљаков је пуштен из затвора 27. јула 1940. године, али су конструктори авиона потпуно ослобођени оптужби тек 1953. године.
Пет месеци пре почетка рата произведено је 306 авиона Пе-2. У марту 1941. В. М. Петљаков је награђен Стаљиновом наградом 1. степена за изузетна достигнућа у стварању обрушавајућег бомбардера усвојених од стране Ваздухопловства. ОСОС ЦАГИ је добио милион рубаља да подстакне пројектанте у најкраћем могућем року да предају цртеже и савладају серијску производњу Пе-2. Колеге Петљакова су добиле по 20-25 хиљада рубаља. Пошто је сазнао да додељени новац није довољан за награду цртачима, Петљаков је затражио да им се подели његов бонус а да то остане тајна. Октобра 1941. В. М. Петљаков је надгледао евакуацију фабрике број 22 из Москве у Казањ.
В. Петљаков је 12. јануара 1942. послат из Казања у Москву да се састане са народним комесаром ваздухопловне индустрије Шахурином а циљ састанка је био решавање проблема везаних за производњу авиона Пе-2 у Казању. На пут је кренуо авионом Пе-2 који је пао и усмртио свог пројектанта у њему. В. Петљаков је сахрањен у Казању, на Арском гробљу.

## Преглед пројеката авиона В. М. Петљакова
- ТБ-3 (АНТ-6) - Тешки бомбардер (1930.)
- АНТ-14 "Правда" - Путнички авион (1931.)
- ТБ-4 (АНТ-16) - Тешки бомбардер (1933.)
- АНТ-20 „Максим Горки“ - Путнички авион (1934.)
- Пе-8 (АНТ-42, ТБ-7) -Тешки бомбардер дугог долета (1936.)
- ВИ-100 - Висински ловац (1939.)
- Пе-2 - обрушавајући бомбардер (1940.)
- Петљаков Пе-3 - Висински ловац (1941.)

## Одликовања
- два Лењинова ордена (1933; 16.09.1941)
- Орден Црвене звезде (1933)

## Медаље
- Стаљинова награда 1. класе (1941) - за пројект авиона ("Петљаков Пе-2")

## Признања
- Таганрог колеџ ваздухопловства. В. М. Петљаков (назван по Петљакову на 75. годишњицу његовог рођења: 1966).
- Споменик испред улаза у Таганрогски ваздухопловни колеџ назван по В. М. Петљакову у граду Таганрогу (за 40. годишњицу победе: 1985).
- Петљакова улица у граду Таганрог.
- Петљакова улица у граду Казању.
- Петљакова улица у граду Доњецку.
- Трг Петљаков у граду Кривој Рог.
- Спомен-плоча у граду Москви, на улици Земљаној Вал, кућа 25 (аутор - С. В. Клепиков, отворена 19. октобра 1984).
- Споменик у граду Сергачу.
- Спомен плоча на месту погибије Петљакова у пољу у близини села Мамешева, Сергачки округ .
- Улица авијатичара Петљакова у Москви .
- Спомен плоча на кућном броју 26 (Казањ, улица академика Корољева).
- Школа по имену В. М. Петљаков у селу. Самбек Неклиновски округ Ростовске области.
- Споменик на Алеји конструктора у улици Мајаковског у центру Жуковског (2017).